# 髙橋聡美
髙橋 聡美（たかはし さとみ、1968年 - ）は、日本の看護学者。専門は精神看護学。つくば国際大学教授、防衛医科大学校教授を経て、一般社団法人髙橋聡美研究室代表。自殺予防活動に取り組む。博士（医学）取得者。

## 人物
鹿児島県鹿屋市生まれ、南さつま市育ち。鹿児島県立加世田高等学校卒業、自衛隊中央病院高等看護学院卒業。後に、東北大学大学院医科学系研究科修了。
自衛隊中央病院高等看護学院卒業後は、国立国際医療研究センター国府台病院の精神科・心療内科に看護師として勤務。2003年～2005年にスウェーデンで医療福祉政策、メンタルヘルス制度について調査。帰国後、宮城大学助手となり、看護学部精神看護学領域で看護教育に従事しながら、宮城県内の自殺予防活動に着手。2006年より自死遺族・遺児支援をおこなう。宮城県仙台市在住中の2011年に東日本大震災を経験した後は、被災地の遺族ケアにも取り組む。2012年、つくば国際大学教授（精神看護学）に着任。2014年、防衛医科大学校医学教育部教授（精神看護学）に着任。2016年以降、全国の学校で自殺予防教育を実施し、各地の市町村の自殺対策計画策定委員会や自殺対策連絡協議会の委員やスーパーバイザーを務める。2020年4月から中央大学人文科学研究所客員研究員を、2021年4月から放送倫理・番組向上機構（BPO）委員を務める。2021年5月に一般社団法人髙橋聡美研究室を立ち上げて自殺予防活動に取り組む。